# Menina Sem Nome
Menina Sem Nome é um documentário de curta-metragem de 2007 produzido pelo jornalista e cineasta Adriano Portela, que conta o Caso da menina sem nome (um dos crimes de maior repercussão no estado de Pernambuco. A menina é considerada uma santa-não-canônica devido aos pedidos feitos pelo povo em seu túmulo.) a partir de relatos de devotos e fatos jornalísticos.
Segundo Adriano Portela, esse filme foi "meu curta que mais rodou o Brasil em festivais, foi finalista no festival universitário da UFRJ, rendeu casos extra-documentário e todo ano o doc exibido nas emissoras locais em época de finados."

## Prêmios e Indicações
| Ano  | Prêmio/Festival                     | Categoria           | Resultado | Ref.  |
| ---- | ----------------------------------- | ------------------- | --------- | ----- |
| 2007 | Festival Nacional de Cinema da UFRJ | Melhor Documentário | Indicado  | [ 4 ] |